# Porbandar
Porbandar fou un estat tributari protegit a l'agència de Kathiawar amb una superfície de 1.647 km², a l'oest de la península de Kathiawar, amb capital a Porbandar (ciutat), que era municipalitat. El forma una franja de terra a la riba de la mar d'Aràbia d'uns 40 km d'ample fins a les muntanyes Barda, regat per diversos rius entre els quals el Bhadar, Sorti, Vartu, Minsar i Ojat, perennes; a la costa hi ha zones de maresmes conegudes com a gher, la més gran la de Modhwara, de 10 km de llarg i 6 d'ample, connectada amb la mar pel rierol Kindari. La població era:
- 1872: 72.077
- 1881: 71.072
- 1891: 85.785
- 1901: 82.640
- 1931: 115.673

La població era de majoria hindú (7 a 1 amb els musulmans). Estava repartida en 96 pobles.
El sobirà és un rajput jethwa i la seva antiguitat seria del segle X. Des de 1193 un príncep d'aquest clan expulsat de Morvi dominava Barda i part de la costa adjacent de Halar; el 1307, després del saqueig i conquesta de Ghumli, es van establir a Ranpur on van romandre fins al 1574 que foren expulats cap a Chhaya; van rebre Porbandar i Navi del govern mogol i van reconquerir moltes de les seves antigues possessions dels jadeja rajputs. El 1785 Sultanji o Sartanji va traslladar la seu de govern a Porbandar (ciutat) que va esdevenir la nova capital i va donar nom a l'estat. El 1807 va signar un tractat amb els britànics ratificat el 5 de desembre de 1809. Més tard se li va concedir sanad d'adopció i salutació d'11 canonades augmentada posteriorment a 13. El títol dels sobirans era de rana. Porbandar era considerat estat de primera classe a Kathiawar fins al 1869 que va passar a tercera classe, però va recuperar el rang el 1886. El tribut era de 48.504 rúpies conjuntament al govern britànic, al Gaikwar de Baroda i al nawab de Junagarh. Disposava el 1905 de 299 homes de policia. L'1 de gener de 1919 el sobirà va rebre el títol de maharana rana sahib.

## Llista de reis
- Ramdevji IV 1550-1574
- Khimaji I 1574-1626 (net)
- Vikmatji II 1626- ?
- Khimaji II ?-1699
- Bhimsimhji 1699 - 1709
- Sultanji (fill)
- Khimaji III 1709 - 1728 (fill)
- Vikmatji III Khimaji 1728 - 1757 o 1759
- Sultanji o Sartanji II Vikmatji 1757 o 1759 - 18904 i 1812 - 1813
- Haloji Sartanji (o Sultanji), nominalment regent 1804 - 1812
- Khimaji IV Haloji Pratirajji 1813 - 1831
- Vikramatji IV Khimoji 1831 - 1900
- Rani Rupaliba Kunverba, regent 1831 - 1841
- Bhavsinhji Madhavsimhji 1900 - 1908
- Natwarsimhji Bhavsinhji 1908 - 1948 (+ 1979), des de 1918 maharana

## Bandera

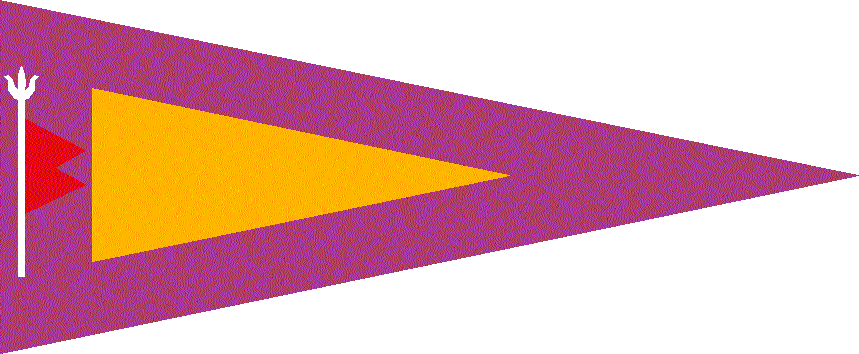
Bandera de Porbandar

Porbandar era un dels estats que tenia dret a utilitzar a la mar el pavelló vermell britànic amb l'emblema local, un hanuman blanc. La bandera de l'estat era triangular de color safrà però amb una ampla vora porpra pels tres costats. A la vora del pal hi havia un trident brodat de plata amb una alta i estreta bandera formada per dos triangles a manera de biforcada.